# Globe Soccer Awards

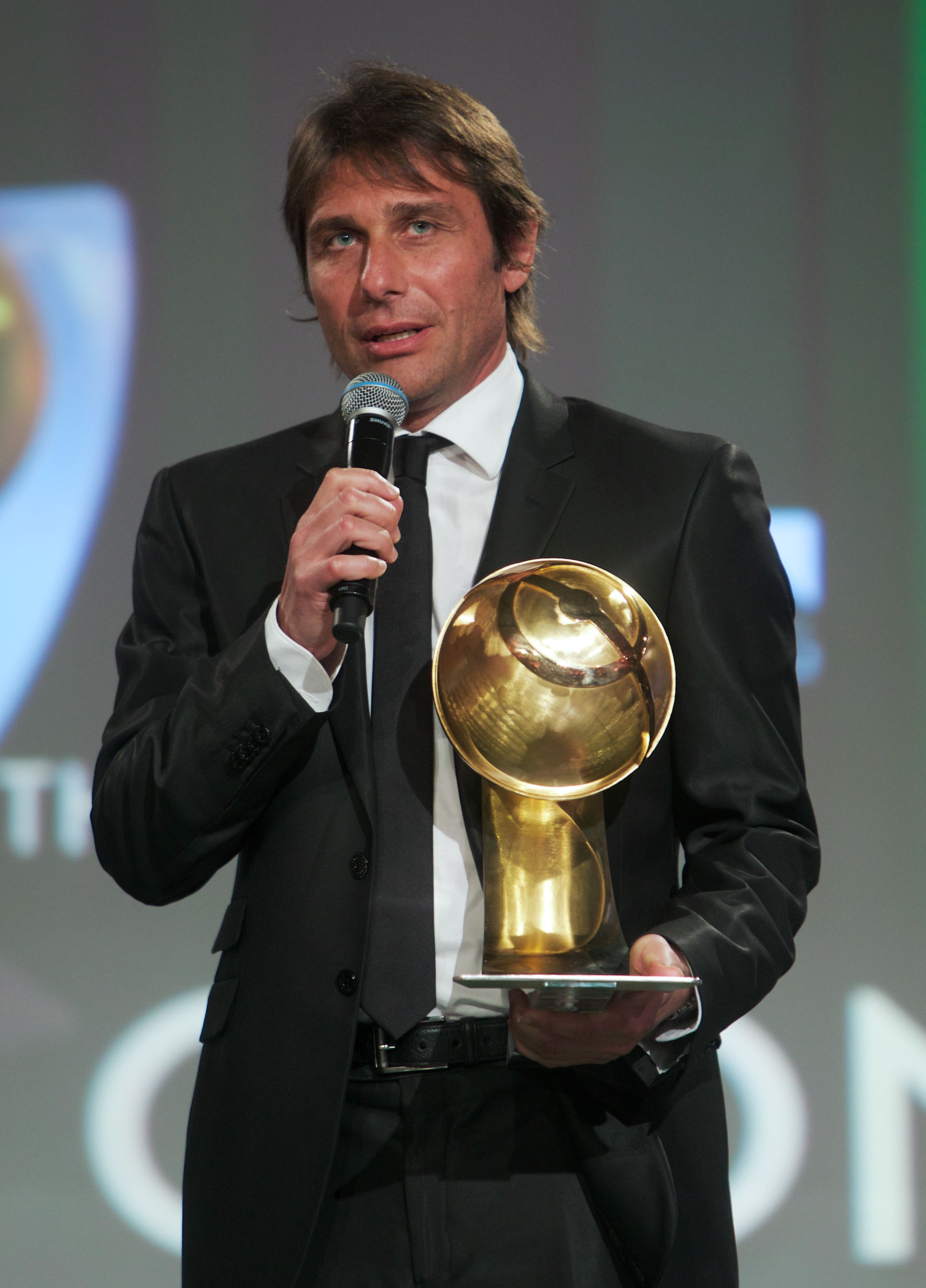
Антонио Конте на церемонии награждения Globe Soccer Awards, 2013 год

Globe Soccer Awards — ежегодная церемония награждения, на которой определяются люди, достигшие наибольших достижений в футбольной среде. Победители в различных номинациях определяются путём голосования. Церемония награждения организуется Европейской ассоциацией клубов и футбольных агентов. 
Обычно данная церемония награждения проходит в конце каждого года в городе Дубай, это происходит в последних числах декабря.

## Церемонии награждения

### 2010
На первой в истории церемонии награждения Globe Soccer были выявлены следующие победители в своих номинациях:
| Номинация                | Победитель               |
| ------------------------ | ------------------------ |
| Лучший агент года        | Жорже Мендеш             |
| Лучший руководитель года | Мигель Анхель Хиль Марин |
| Специальная награда      | Адриано Галлиани         |

### 2011
В 2011 году количество вручаемых наград по сравнению с предыдущим годом увеличилось:
| Номинация               | Победитель                |
| ----------------------- | ------------------------- |
| Лучший игрок года       | Криштиану Роналду         |
| Наибольшая популярность | Криштиану Роналду         |
| Лучший клуб года        | Барселона                 |
| Лучший агент года       | Жорже Мендеш              |
| За выдающуюся карьеру   | Алессандро Дель Пьеро     |
| Специальная награда     | Жорже Нуну Пинту да Кошта |

### 2012
В 2012 году на церемонии награждения в Дубае было вручено десять наград:
| Номинация                                | Победитель       |
| ---------------------------------------- | ---------------- |
| Лучший игрок года                        | Радамель Фалькао |
| Лучший клуб года                         | Атлетико Мадрид  |
| Лучший агент года                        | Жорже Мендеш     |
| За выдающуюся карьеру                    | Эрик Абидаль     |
| Лучший игрок века                        | Диего Марадона   |
| За выдающуюся карьеру футбольного агента | Роб Янсен        |
| Лучший тренер года                       | Жозе Моуринью    |
| Наибольшая популярность                  | Жозе Моуринью    |
| Специальная награда                      | Мишель Платини   |
| Лучший игрок года в ОАЭ                  | Хассан Мохаммед  |

### 2013
В 2013 году было вручено 11 наград:
| Номинация                                | Победитель        |
| ---------------------------------------- | ----------------- |
| Лучший игрок года                        | Франк Рибери      |
| Лучший клуб года                         | Бавария           |
| Игрок года по версии болельщиков         | Криштиану Роналду |
| Лучший агент года                        | Жорже Мендеш      |
| За выдающуюся карьеру                    | Деку              |
| За выдающуюся тренерскую карьеру         | Пеп Гвардиола     |
| За выдающуюся карьеру футбольного агента | Джованни Бранчини |
| Лучший тренер года                       | Антонио Конте     |
| Наибольшая популярность                  | Пеп Гвардиола     |
| Специальная награда                      | Хави              |
| Лучший тренер года из стран ССАГПЗ       | Махди Али         |

### 2014
В 2014 году было вручено 13 наград:
| Номинация                            | Победитель        |
| ------------------------------------ | ----------------- |
| Лучший игрок года                    | Криштиану Роналду |
| Лучший клуб года                     | Реал Мадрид       |
| Игрок года по версии читателей Marca | Криштиану Роналду |
| Лучший агент года                    | Жорже Мендеш      |
| За выдающуюся карьеру                | Филиппо Индзаги   |
| Лучший тренер года                   | Карло Анчелотти   |
| Наибольшая популярность              | Карло Анчелотти   |
| Лучший руководитель года             | Флорентино Перес  |
| Открытие года                        | Хамес Родригес    |
| Лучший арабский игрок года           | Меди Бенатья      |
| Лучший арбитр года                   | Никола Риццоли    |
| Лучший медиа-менеджер                | Рикардо Силва     |
| Специальная награда                  | Атлетико Мадрид   |

### 2015
В 2015 году были выбраны победители в данных номинациях:
| Номинация                         | Победитель       |
| --------------------------------- | ---------------- |
| Лучший игрок года                 | Лионель Месси    |
| Лучший клуб года                  | Барселона        |
| Лучший агент года                 | Жорже Мендеш     |
| За выдающуюся карьеру (1)         | Андреа Пирло     |
| За выдающуюся карьеру (2)         | Фрэнк Лэмпард    |
| Лучший тренер года                | Марк Вильмотс    |
| Наибольшая популярность           | Барселона        |
| Лучший руководитель года          | Жозеп Бартомеу   |
| Лучший арбитр года                | Равшан Ирматов   |
| Лучший медиа-менеджер             | Хавьер Бордас    |
| Лучшая футбольная академия        | Бенфика          |
| Лучший игрок года из стран ССАГПЗ | Яссир аш-Шахрани |

### 2016
В 2016 году было вручено 15 наград:
| Номинация                         | Победитель        |
| --------------------------------- | ----------------- |
| Лучший игрок года                 | Криштиану Роналду |
| Премия доброй воли                | Криштиану Роналду |
| Лучший клуб года                  | Реал Мадрид       |
| Лучший агент года                 | Мино Райола       |
| За выдающуюся карьеру (1)         | Хавьер Санетти    |
| За выдающуюся карьеру (2)         | Самюэль Это’о     |
| Лучший тренер года                | Фернанду Сантуш   |
| Специальная награда               | Унаи Эмери        |
| Лучший руководитель года          | Флорентино Перес  |
| Лучший арбитр года                | Марк Клаттенбург  |
| Лучший игрок года из стран ССАГПЗ | Омар Абдулрахман  |
| Лучший клуб года из стран ССАГПЗ  | Аль-Хиляль        |
| Лучший арабский игрок года        | Мохаммед Салах    |
| Лучший китайский игрок года       | Чжэн Чжи          |
| Лучшее спортивное агентство       | MP & Silva        |

### 2017
В 2017 году было вручено 14 наград:
| Номинация                        | Победитель                |
| -------------------------------- | ------------------------- |
| Лучший игрок года                | Криштиану Роналду         |
| Лучший клуб года                 | Реал Мадрид               |
| Лучший агент года                | Жорже Мендеш              |
| Лучший тренер года               | Зинедин Зидан             |
| Лучшая лига года                 | Ла Лига                   |
| Лучший арбитр года               | Феликс Брых               |
| За выдающуюся карьеру (1)        | Франческо Тотти           |
| За выдающуюся карьеру (2)        | Карлес Пуйоль             |
| За выдающуюся тренерскую карьеру | Марчелло Липпи            |
| Лучший тренер арабской сборной   | Эктор Купер               |
| Лучшая арабская сборная          | Сборная Саудовской Аравии |
| Лучший руководитель              | Вадим Васильев            |
| Лучший исполнительный директор   | Ферран Сориано            |
| Специальная награда              | Диего Симеоне             |

### 2018
За 2018 год были определены победители в следующих номинациях:
| Номинация                        | Победитель               |
| -------------------------------- | ------------------------ |
| Лучший игрок года                | Криштиану Роналду        |
| Лучший клуб года                 | Атлетико Мадрид          |
| Лучший агент года                | Жорже Мендеш             |
| Лучший тренер года               | Дидье Дешам              |
| Лучший вратарь года              | Алисон                   |
| Специальная награда              | Звонимир Бобан           |
| За выдающуюся карьеру (1)        | Роналдо                  |
| За выдающуюся карьеру (2)        | Блез Матюиди             |
| За выдающуюся карьеру (3)        | Сами Аль-Джабир          |
| За выдающуюся тренерскую карьеру | Фабио Капелло            |
| Лучший спортивный директор года  | Фабио Паратичи           |
| Лучший арабский арбитр           | Мохаммед Абдулла Мохамед |

### 2019
В 2019 году было вручено 16 наград:
| Номинация                       | Победитель           |
| ------------------------------- | -------------------- |
| Лучший игрок года               | Криштиану Роналду    |
| Открытие года                   | Жуан Феликс          |
| Лучшая футболистка года         | Люси Бронз           |
| Лучший арбитр года              | Стефани Фраппар      |
| За выдающуюся карьеру (1)       | Миралем Пьянич       |
| За выдающуюся карьеру (2)       | Райан Гиггз          |
| Лучшие бизнес партнёры          | Манчестер Сити и SAP |
| Лучший агент года               | Жорже Мендеш         |
| Лучшая футбольная академия      | Аякс / Бенфика       |
| Лучший молодой арабский игрок   | Ашраф Хакими         |
| Лучший арабский клуб            | Аль-Хиляль           |
| Лучший арабский игрок           | Абдерразак Хамдалла  |
| Лучший клуб года                | Ливерпуль            |
| Лучший тренер года              | Юрген Клопп          |
| Лучший вратарь года             | Алисон               |
| Лучший спортивный директор года | Андреа Берта         |

### 2020
В 2020 году было вручено десять наград:
| Номинация                      | Победитель          |
| ------------------------------ | ------------------- |
| Лучший игрок века (2001—2020)  | Криштиану Роналду   |
| Лучший игрок года              | Роберт Левандовский |
| За выдающуюся карьеру (1)      | Икер Касильяс       |
| За выдающуюся карьеру (2)      | Жерар Пике          |
| Лучший тренер века (2001—2020) | Пеп Гвардиола       |
| Лучший тренер года             | Ханс-Дитер Флик     |
| Лучший клуб века (2001—2020)   | Реал Мадрид         |
| Лучший клуб года               | Бавария             |
| Самый титулованный клуб века   | Аль-Ахли            |
| Лучший агент века (2001—2020)  | Жорже Мендеш        |

### 2021
В 2021 году было вручено семнадцать наград:
| Номинация                                  | Победитель            |
| ------------------------------------------ | --------------------- |
| Лучший бомбардир всех времён               | Криштиану Роналду     |
| Трофей Марадоны                            | Роберт Левандовский   |
| Лучший игрок года по версии ТикТок фанатов | Роберт Левандовский   |
| Лучший тренер года                         | Роберто Манчини       |
| Лучший защитник года                       | Леонардо Бонуччи      |
| Лучший вратарь года                        | Джанлуиджи Доннарумма |
| Лучший игрок года среди мужчин             | Килиан Мбаппе         |
| Лучший игрок года среди женщин             | Алексия Путельяс      |
| За выдающуюся карьеру                      | Рональдиньо           |
| Лучший мужской клуб года                   | Челси                 |
| Лучший женский клуб года                   | Барселона             |
| Лучшая молодёжная академия в Африке        | ЗЕД                   |
| Лучший агент года                          | Федерико Пасторелло   |
| Награда за инновации                       | Серия А               |
| Лучший киберспортсмен года                 | Msdossary7            |
| Лучший спортивный директор года            | Чики Беригистайн      |
| Лучшая сборная года                        | Италия                |

### 2022
| Номинация                             | Победитель                           |
| ------------------------------------- | ------------------------------------ |
| Лучший игрок по версии TikTok фанатов | Мохамед Салах                        |
| Лучший игрок года среди мужчин        | Килиан Мбаппе                        |
| Лучший игрок года среди женщин        | Алексия Путельяс                     |
| Лучший защитник в истории             | Серхио Рамос                         |
| Лучший клуб года                      | Реал Мадрид                          |
| Лучший женский клуб года              | Лион                                 |
| Лучший тренер года                    | Карло Анчелотти                      |
| Агент года                            | Жорже Мендеш                         |
| Президент года                        | Флорентино Перес                     |
| Спортивный директор года              | Паоло Мальдини Фредерик Массара      |
| Лучший начинающий игрок года          | Виктор Осимхен                       |
| Лучшая молодая команда года           | Бенфика                              |
| Лучший трансфер года                  | Рафаэла Пимента                      |
| За выдающуюся карьеру игрока          | Златан Ибрагимович Ромарио Уэйн Руни |
| За выдающуюся карьеру тренера         | Унаи Эмери                           |
| За выдающуюся карьеру агента          | Рене Рамос                           |
| Лучший скаут                          | / Джуни Халафат                      |